# Fonte Nuova
Fonte Nuova er en italiensk by (og kommune) i regionen Lazio i Italien, med omkring 32.684(2023) indbyggere. 